# Nucléotide cyclique phosphodiestérase
Une nucléotide 3’5’-cyclique phosphodiestérase est une phosphodiestérase qui catalyse l'hydrolyse d'un nucléoside monophosphate 3’5’-cyclique (en) en nucléoside-5’-phosphate, ce qui a pour effet de contrôler le taux en seconds messagers des processus de transduction de signal en accélérant leur dégradation. Les nucléosides monophosphate 3’5’-cycliques les plus courants sont l'AMP 3’5’-cyclique et le GMP 3’5’-cyclique, mais il en existe d'autres, comme le dAMP 3’5’-cyclique, l'IMP 3’5’-cyclique ou le CMP 3’5’-cyclique.
Il existe 11 familles de phosphodiestérases distinctes, notées de PDE1 à PDE11, avec un ensemble d'isoformes et d'épissages ayant des structures tridimensionnelles, des propriétés cinétiques, des modes de régulation, des localisations intracellulaires, des modes d'expression cellulaires et des sensibilités spécifiques aux inhibiteurs.